# Сімейство тепловозів ТЕ10
Сімейство тепловозів ТЕ10 — тепловози, створені на базі серії ТЕ10. Виготовлялися в СРСР, а згодом в Україні, з 1958 по 1996 Луганським і Харківським тепловозобудівними заводами. Було побудовано понад 8500 локомотивів у одно-, дво-, три- і чотирисекційному варіантах.

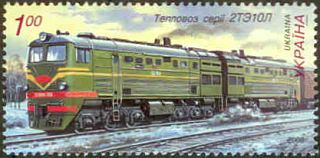
Тепловоз 2ТЕ10Л на поштовій марці

Характеристики тепловозів серії ТЕ10:
- Роки будування — 1958—1996
- Країна побудови —  СРСР→ Україна
- Заводи — Харківський завод транспортного машинобудування, Луганський тепловозобудівний завод
- Країни експлуатації — СРСР, Україна, Росія, Білорусь, Латвія
- Всього побудовано — понад 8500 шт. 1-, 2-, 3- і 4-секційних
- Тип передачі — Електрична
- Осьова формула — 30−30
- Потужність двигуна — 3000 к. с.
- Потужність ТЕД — 6×(305—340) кВт залежно від модифікації
- Швидкість тривалого режиму — 23,5—36 км/год залежно від модифікації
- Конструкційна швидкість — 100—140 км/год залежно від модифікації

#### Випуск модифікацій
| Назва        | Роки виробництва | Кількість |
| ------------ | ---------------- | --------- |
| ТЕ10         | 1958-1961        | 26        |
| 2ТЕ10 (ТЭ12) | 1960—1963        | 19        |
| 2ТЕ10Л       | 1961—1977        | 3192      |
| 2ТЕ10В       | 1975—1981        | 1898      |
| 2ТЕ10М       | 1981—1990        | 3646      |
| 2ТЕ10МК      | 1981             | 20        |
| 2ТЕ10Г       | 1988             | 2         |
| 2ТЕ10С       | 1988             | 3         |
| 2ТЕ10У       | 1989—1996        | 549—555   |
| 2ТЕ10УТ      | 1989—1995        | 99        |
| 2ТЕ10УП      | 1991             | 1-2       |

#### Технічні характеристики деяких модифікацій
| Тепловози                                  | 2ТЕ10Л                       | 2ТЕ10М                       | 2ТЕ10У                       |
| ------------------------------------------ | ---------------------------- | ---------------------------- | ---------------------------- |
| Рід служби                                 | Вантажний                    | Вантажний                    | Вантажний                    |
| Роки виробництва                           | 1961—1977                    | 1981—1990                    | 1989—1996                    |
| Двигун                                     | 10Д100                       | 10Д100                       | 10Д100М                      |
| Максимальна потужність двигунів, кВт       | 2×2200                       | 2×2200                       | 2×2200                       |
| Тип передачі                               | Електрична постійного струму | Електрична постійного струму | Електрична постійного струму |
| Зчіпна маса, т                             | 256—260                      | 276                          | 276                          |
| Конструкційна швидкість, км/год            | 100                          | 100                          | 100                          |
| Підвішування ТЕД                           | Опорно-осьове                | Опорно-осьове                | Опорно-осьове                |
| Швидкість тривалого режиму, км/год         | 24                           | 23,4                         | 23,5                         |
| Сила тяги тривалого режиму, кгс            | 52 000                       | 49 920                       | 52 000                       |
| Дотична потужність тривалого режиму, к. с. | 4500                         | 4600                         | 4500                         |

### ТЕ10
В 1957—1958 харківський завод «Електроважмаш» і Харківський завод транспортного машинобудування спроектували новий односекційний тепловоз, що був потужнішим на 50 % ніж секції тепловоза ТЕ3, і був трохи важчим (138 т проти 126). Найбільші труднощі виникли під час розробки нового дванадцятициліндрового дизельного двигуна 9Д100 підвищеної економічності на основі дизельного двигуна 2Д100, а також при створенні ходової частини тепловоза з малою масою і покращеними гальмівними і динамічними характеристиками. Також конструктори прагнули вдосконалити схеми електропередачі і електричних машин для нового тепловоза.
Перший тепловоз нової конструкції отримав позначення ТЕ10-001 («Харків») і був випущений в листопаді 1958.
З 1958 по 1961 Харківський завод виготовив 26 локомотивів серії.
Тепловози цієї серії спочатку працювали на Куйбишевській залізниці, а потім на Північно-Кавказькій залізниці. На 1 січня 1976 всі локомотиви цієї серії, крім одного, перебували на Південній залізниці, виконуючи переважно маневрову роботу. Списання тепловозів серії ТЕ10 з інвентарного парку відбувалося в 1980-их. В 1990 було списано три тепловози ТЕ10.

### 2ТЕ10
1960 Харківський завод транспортного машинобудування побудував двосекційний тепловоз на базі ТЕ10. Перший дослідний двосекційний тепловоз отримав позначення серії ТЕ12 «Україна», однак Міністерство шляхів сполучення СРСР рекомендувало для серії позначення 2ТЕ10 «Україна»(рос. 2ТЭ10 «Украина»), у зв'язку з незначними конструкційними відмінностями від серійного односекційного тепловоза ТЕ10 «Харків».
Тепловоз складався з двох постійно зчеплених секцій ТЕ10, в яких кабіни машиніста з боку холодильника перетворили в перехідний тамбур між секціями. Тепловоз був оснащений тяговими двигунами ЕДТ-340Г, передатне число редуктора — 68:15.
Всі параметри нового локомотива збільшилися удвічі порівняно з односекційним ТЕ10 (потужність і сила тяги при всіх режимах, запаси палива, піску, води та мастила).
Після проведених випробувань Харківський завод в 1961—1963 побудував ще 18 тепловозів серії 2ТЕ10 з ТЕД ЕД-140 і передатним числом редукторів 69:14.
Перші 5 локомотивів серії працювали до 1964 в депо Кандалакша Жовтневої залізниці, під час експлуатації залізничники помітили, що нові 2ТЕ10, маючи однакову потужність порівняно з тепловозами серії 3ТЕ3, були значно зручніші в експлуатації.
Інші локомотиви серії, а пізніше і перші п'ять, працювали на Південній залізниці. Списувати тепловози цієї серії почали в 1980-их, до 1990 в інвентарному парку Міністерства шляхів сполучення СРСР налічувався лише один локомотив серії 2ТЕ10 — 2ТЕ10-008.

### ТЕП10

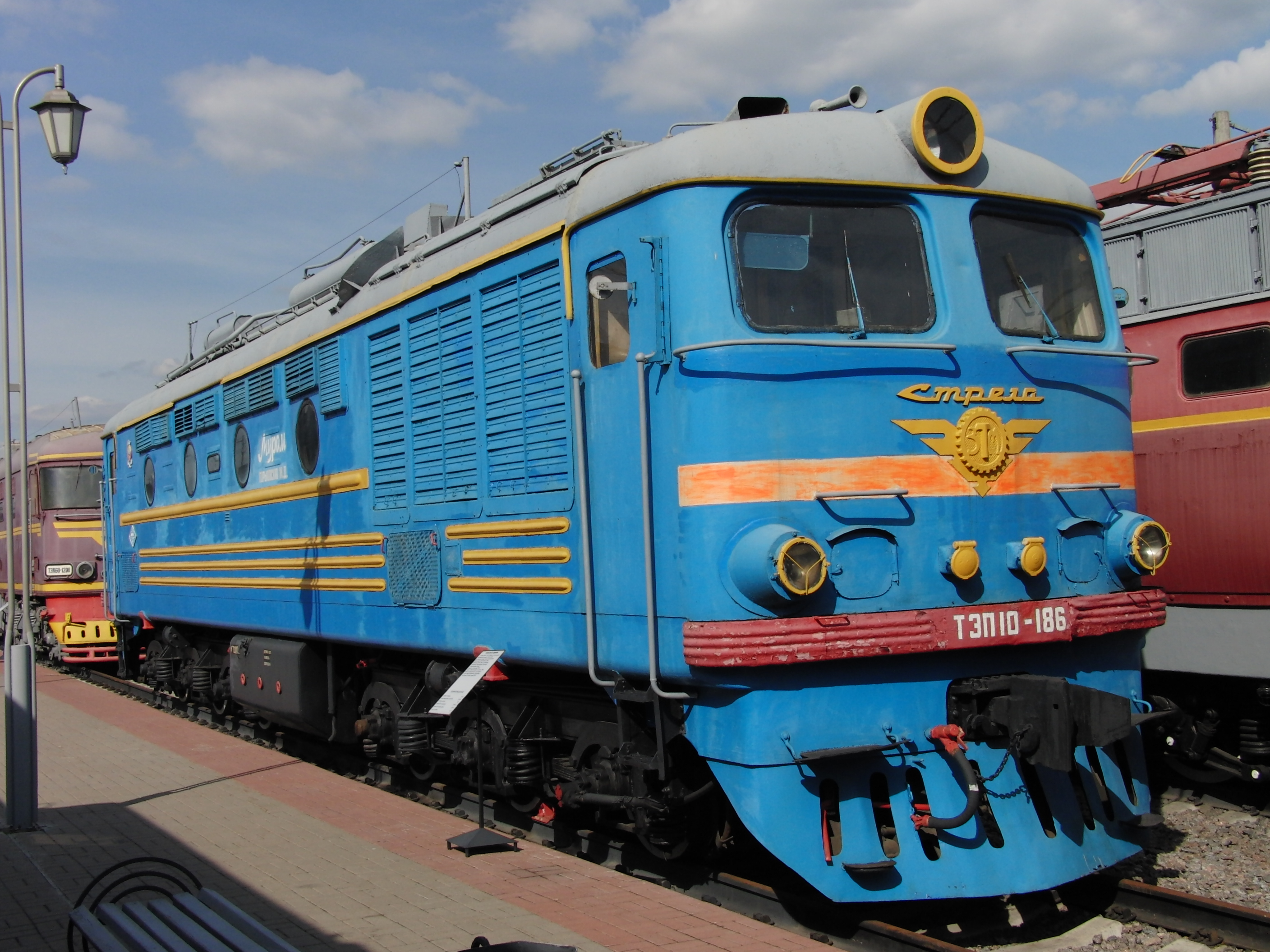
ТЕП10-163 в музеї залізничної техніки

З 1960 по 1968 Харківський завод побудував 335 тепловозів пасажирської серії ТЕП10 («Стрела») (спочатку ТЕ11) на базі тепловоза ТЕ10.
Частина тепловозів серії ТЕП10 випускалася в різноманітних модифікаціях тягового електродвигуна ЕД-140, а пізніше тепловози оснащувались уніфікованими ТЕД ЕД-107, які також призначалися для встановлення на маневрові тепловози ТЕМ2 та інші тепловози серії ТЕ10. Маса тепловоза становила 129 т.
Спочатку тепловози серії ТЕП10 експлуатувались на Жовтневій залізниці, однак надалі їх замінили ТЕП60.
Станом на 1 січня 1976 тепловози серії ТЕП10 експлуатувались на Горьківській, Приволзькій, Середньоазійській Південній залізницях.
Списували тепловози в 1980-их — на початку 1990-их.

### 2ТЕ10Л

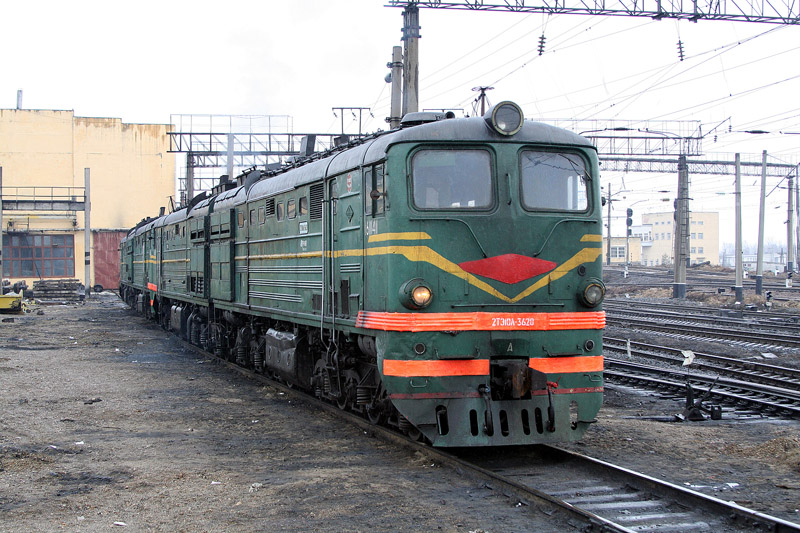
Тепловоз 2ТЕ10Л в депо Муром Горьківська залізниця

З жовтня 1961 Луганський тепловозобудівний завод розпочав масштабне виробництво тепловозів серії 2ТЕ10Л, при цьому було внесено зміни в конструкцію 2ТЕ10 Харківського заводу.
Основною відмінністю тепловозів 2ТЕ10Л був перехід від конструкції з несним кузовом до кузова з несною рамою. На тепловозі встановили автоматичний запуск дизеля і реалізували можливість переходу машиніста між кабінами без зупинки дизеля.
Тягові параметри залишились незмінними порівняно з тепловозами серії 2ТЕ10. Запаси палива і піску збільшилися до 2×6300 кг і 2×1000 кг відповідно. Службова маса становила 2×127,8 т. Швидкість тривалого режиму — 24 км/год, конструкційна швидкість — 100 км/год.
Під час виготовлення в конструкцію вносилися зміни, пов'язані з електричними схемами, з переходом із ТЕД ЕД-104А на ЕД-107, а потім на ЕД-118А (також виробництва Харківського заводу «Електроважмаш»), зі змінами конструкції коліс, кабіни тощо.
Тепловози серії 2ТЕ10Л виготовлялись по 1977 включно. Всього було побудовано 3192 тепловози серії. Експлуатувалися локомотиви більш ніж на 10-ти залізницях СРСР, при цьому вони успішно замінювали тепловози ТЕ3.

### 2ТЕ10У
Подальшим логічним розвитком тепловозів серії ТЕ10 був тепловоз 2ТЕ10У. Основним напрямком в розвитку конструкції тепловоза 2ТЕ10У були електричні кола. На 2ТЕ10У встановлювали двигун 10Д100М2, що відрізнявся від 10Д100:
1. зниженням частоти обертів в холостому режимі до 270 об/хв;
2. застосуванням регулятора з коректором пуску, регулюванням потужності на 6 положень контролера;
3. застосуванням дворежимних форсунок.

#### 2ТЕ10УТ
Серійний випуск тепловоза 2ТЕ10УТ виробниче об'єднання «Луганськтепловоз» почало 1989. Він створений на базі тепловоза ТЕ10М і є двосекційним локомотивом, розрахованим на конструкційну швидкість 120 км/год. Тепловоз призначений для ведення вантажних, поштово-вантажних й інших потягів.